# Die Gänse von Bützow (Film)
Die Gänse von Bützow ist eine deutsche Filmkomödie der DEFA von Frank Vogel aus dem Jahr 1985. Die Literaturverfilmung beruht auf der gleichnamigen Erzählung von Wilhelm Raabe.

## Handlung
Die Stadt Bützow im Herzogtum Mecklenburg-Schwerin im Jahr 1794: Die so reiche wie alte Jungfer Luise Hornborstel ist die erfolgreichste Gänsezüchterin im Ort. Dem Rat der Stadt sind die freilaufenden Vögel jedoch ein Dorn im Auge, da sie unter anderem das zur Dichtung verwendete Stroh an öffentlichen Plätzen anfressen und die Straßen beschmutzen. Luise Hornborstel wiederum bemüht sich seit sieben Jahren, nach abendlicher Beköstigung den Bürgermeister Dr. Hane ins Bett und anschließend vor den Traualtar zu kriegen. Bei einem erneuten Abendessen mit Gänseleber und Wein wird Luise zudringlich und Dr. Hane, der gar nicht daran denkt, sein Junggesellendasein aufzugeben, flieht. Als bei der nächsten Ratssitzung das Gänseproblem erneut auf den Tisch kommt, unterstützt er den Erlass des sogenannten „Gänseedikts“. Es legt fest, dass Gänse zukünftig nicht mehr frei in der Stadt umherlaufen dürfen. Sie müssen stets von einem Gänsehüter geführt werden und dürfen nur ein Mal täglich zum Wasser getrieben werden. Ansonsten haben sie in Ställen zu leben. Freilaufendes Federvieh darf gefangen und eingesperrt werden.
Unter den Stadtbewohnern wächst der Widerstand. Luise weiß den Unmut für sich zu nutzen, da einer der Aufrührer, der Magister August Albus, sie schon lange verehrt. Sie beauftragt Albus, für einen Aufstand gleich der Französischen Revolution Gleichgesinnte zu suchen. Albus findet sie vor allem in den Bewohnern, denen bereits freilaufende Gänse weggesperrt wurden. Bald haben sich mehr als zehn Rebellen gefunden und es kommt zum Sturm der Stadtsitzung, an dessen Spitze der von der Französischen Revolution beseelte Albus steht. Er hält eine auf die Gänse und die Stadt angepasste Rede, die er von den Franzosen übernommen hat, und bald stürmen die Bauern den Stall, in dem die Gänse gefangen gehalten werden. Das Federvieh wird befreit, doch halten die Bauern die Revolution nun für beendet, während Albus auch den Bürgermeister absetzen lassen will. Die Politiker der Stadt wiederum glauben, dass ihr Leben in Gefahr sei, war doch unter den Bauern auch von einer Guillotine die Rede – in Wirklichkeit ein vom Schreiner gebautes kleines Holzmodell, mit dem zum Beispiel Zigarren gekürzt werden können. Auf Hanes Anweisung hin wird die Miliz geholt, die einige Stunden später unter der Leitung von Schlappupp eintrifft. Schlappupp wird bei Luise einquartiert, die sofort beginnt, den Soldaten zu umwerben. Die Bauern werden unterdessen als vermeintliche Jakobiner festgenommen, während Albus die Flucht gelingt. Man treibt die Bauern als Gefangene zum Herzog, zu dem sich auch Hane begibt. Der Herzog setzt Hane als Bürgermeister ab und ernennt ihn zu einem seiner Zuchthauskommandanten. Das Gänseedikt wird aufgehoben und die Gefangenen werden freigelassen. Neuer Bürgermeister von Bützow wird Schlappupp, den Luise umgehend heiratet. Albus hingegen flieht über die Grenze nach Preußen, wohin ihm auch Luises in ihn verliebte Dienerin Regina folgt.

## Produktion
Die Gänse von Bützow wurde ab 1984 gedreht und erlebte am 12. Dezember 1985 im Berliner Kino International seine Premiere. Der Film kam am folgenden Tag in die Kinos der DDR und lief am 28. Januar 1988 erstmals auf DFF 1 im Fernsehen der DDR.
Es war nach Die schwarze Galeere die zweite Raabe-Verfilmung der DEFA und der erste Film des Regisseurs Frank Vogel seit Eine Handvoll Hoffnung aus dem Jahr 1976. Die Kostüme schuf Lilo Sbrzesny, die Filmbauten stammen von Marlene Willmann.

## Kritik
Die zeitgenössische Kritik befand, dass der Film im Genre unsicher sei; er „pendelt fortwährend zwischen Komödie, Lustspiel und Groteske“ aber auch zwischen Komischem, Nicht-Gelungenem und Langweiligem. „Dieser Mischmasch ist ärgerlich“, auch wenn die guten schauspielerischen Leistungen dies zum Teil vergessen machen. Andere Kritiker schrieben, Vogel habe sich „in den Fallstricken von Raabes Prosa verfangen“ und sei an literarischer Satire schlichtweg gescheitert.
Der film-dienst nannte Die Gänse von Bützow eine „gänzlich misslungene, an der literarischen Vorlage vorbeiinszenierte Komödie mit beachtlichen schauspielerischen Leistungen, die jedoch in diesem Rahmen deplatziert wirken. Das angestrebte Gleichnis auf die dringende Notwendigkeit revolutionärer Veränderungen ist kaum erkennbar.“